# Like Light to the Flies
Like Light to the Flies è il primo singolo del gruppo musicale statunitense Trivium, pubblicato nel gennaio 2005 dalla Roadrunner Records. La prima versione della traccia, già presente nel demo Flavus, è stata pubblicata nella raccolta di MTV Headbangers Ball Volume 2, mentre la versione finale è stata inserita nel secondo album dei Trivium Ascendancy.
Per il singolo è stato pubblicato un video musicale, in cui appare il bassista Brent Young, che poche settimane dopo lascerà il gruppo. La canzone è stata inserita nella colonna sonora del videogioco The Sims 2, in versione "simlish", e dei film Smokin' Aces e Il nascondiglio del diavolo - The Cave.

## Formazione
- Matt Heafy – voce, chitarra, basso
- Corey Beaulieu – chitarra, cori
- Travis Smith – batteria